# Unione Sportiva Pistoiese 1921 2017-2018
Questa voce raccoglie le informazioni riguardanti l'Unione Sportiva Pistoiese nelle competizioni ufficiali della stagione 2017-2018.

## Divise e sponsor
Per la stagione 2017-2018 lo sponsor tecnico è Legea, mentre lo sponsor ufficiale è, come nella scorsa stagione, Vannucci Piante.
| Casa | Trasferta | Terza divisa |

## Organigramma societario
Dal sito internet ufficiale della società.
- Presidente: Orazio Ferrari
- Presidente Holding Arancione: Andrea Bonechi
- Main Sponsor: Vannino Vannucci
- Dirigente responsabile settore giovanile: Paolo Gisinti
- Dirigente 1ª squadra: Pietro Baldi
- Dirigente 1ª squadra: Giancarlo Iacoviello
- Direttore Generale: Marco Ferrari
- Segretario Generale: Neri Cresci
- Responsabile rapporti con Co.Vi.Soc: Andrea Bonechi

- Direttore dell’Area Tecnica: Federico Bargagna
- Consulente legale: Avv. Federico Spinicci
- Responsabile Comunicazione e Relazioni Esterne: Gabriele Terreri
- Capo Ufficio Stampa: Stefano Baccelli
- Ufficio Marketing: Alessio Torricelli
- Responsabile Grafica: Niccolò Pascali
- Consulente del lavoro: David Lotti
- Responsabile Amministrativo: Marco Ascoli

### Staff tecnico
Dal sito internet ufficiale della società.
- Allenatore: Paolo Indiani
- Allenatore in seconda: Luca Fiasconi
- Preparatore fisico: Giovanni Saracini
- Allenatore dei portieri: Massimo Gazzoli

- Collaboratore tecnico: Alberto Nardi
- Club manager: Fabio Fondatori
- Team manager: Juri Pucciarelli

## Rosa
Rosa aggiornata al 31 agosto 2017.
| N. |                      | Ruolo | Calciatore               |
| -- | -------------------- | ----- | ------------------------ |
| 1  | Italia (bandiera)    | P     | Andrea Zaccagno          |
| 2  | Italia (bandiera)    | D     | Emanuele Viti            |
| 3  | Uruguay (bandiera)   | A     | Juan Surraco             |
| 4  | Svizzera (bandiera)  | D     | Jonathan Rossini         |
| 5  | Italia (bandiera)    | D     | Giusto Priola (capitano) |
| 6  | Italia (bandiera)    | C     | Antonio Tartaglione      |
| 7  | Italia (bandiera)    | C     | Alessandro Eleuteri      |
| 8  | Italia (bandiera)    | A     | Giacomo Vrioni           |
| 9  | Italia (bandiera)    | A     | Giovanni Boggian         |
| 10 | Argentina (bandiera) | A     | Franco Ferrari           |
| 11 | Italia (bandiera)    | D     | Claudio Zappa            |
| 12 | Italia (bandiera)    | P     | Leonardo Vincent Costa   |
| 13 | Italia (bandiera)    | D     | Walter Zullo             |
| 14 | Italia (bandiera)    | C     | Paolo Regoli             |

| N. |                    | Ruolo | Calciatore                       |
| -- | ------------------ | ----- | -------------------------------- |
| 15 | Italia (bandiera)  | D     | Danilo Quaranta                  |
| 16 | Italia (bandiera)  | D     | Giulio Mulas                     |
| 17 | Italia (bandiera)  | C     | Gregorio Luperini                |
| 19 | Italia (bandiera)  | D     | Filippo Dosio                    |
| 20 | Italia (bandiera)  | C     | Jami Rafati                      |
| 21 | Italia (bandiera)  | C     | Zaccaria Hamlili (vice capitano) |
| 22 | Italia (bandiera)  | P     | Niccolò Biagini                  |
| 23 | Italia (bandiera)  | C     | Romeo Papini                     |
| 25 | Italia (bandiera)  | D     | Devis Nossa                      |
| 26 | Italia (bandiera)  | C     | Piero Cauterucci                 |
| 27 | Italia (bandiera)  | C     | Viviano Minardi                  |
| 28 | Italia (bandiera)  | A     | Alessandro Moscardi              |
| 30 | Brasile (bandiera) | A     | Caio De Cenco                    |

## Risultati

### Serie C

#### Girone di andata
| 27 agosto 2017 Turno di riposo |  | – |  |  |

| Arbitro: | Miele (Nola) |

|             |           |  |
| Ferrari 45’ | Marcatori |  |

| Arbitro: | Valiante (Salerno) |

|                |           |                           |
| Moscardelli 4’ | Marcatori | 44’ (rig.), 90+2’ Ferrari |

| Arbitro: | Marini (Trieste) |

|            |           |             |
| Vrioni 74’ | Marcatori | 12’ Belotti |

| Arbitro: | Annaloro (Collegno) |

|                                  |           |  |
| Valiani 14’ Montini 90+2’ (rig.) | Marcatori |  |

| Arbitro: | Garofalo (Torre del Greco) |

|                    |           |                  |
| Ferrari 74’ (rig.) | Marcatori | 64’ Dell'Agnello |

| Olbia 4 ottobre 2017, ore 16:30 CEST 7ª giornata | Olbia          | 0 – 0 referto | Pistoiese | Stadio Bruno Nespoli (1 046 spett.)\| Arbitro: \| Miele (Torino) \| |
| Arbitro:                                         | Miele (Torino) |               |           |                                                                     |

| Arbitro: | De Remigis (Teramo) |

|                           |           |  |
| Perna 40’, 45’ Iovine 70’ | Marcatori |  |

| Arbitro: | Cudini (Fermo) |

|                              |           |                                 |
| Tartaglione 24’ Luperini 76’ | Marcatori | 49’ (rig.) De Vena 78’ Fanucchi |

| Arbitro: | De Tullio (Bari) |

|                             |           |                       |
| Corsinelli 33’ Pinzauti 70’ | Marcatori | 2’ Luperini 7’ Vrioni |

| Arbitro: | Di Cairano (Ariano Irpino) |

|               |           |  |
| Surraco 90+4’ | Marcatori |  |

| Arbitro: | Mei (Pesaro) |

|                                     |           |                                 |
| Masucci 8’ Mannini 14’ De Vitis 85’ | Marcatori | 4’ Zappa 36’ Regoli 90+4’ Zullo |

| Arbitro: | Curti (Milano) |

|             |           |                             |
| Ferrari 55’ | Marcatori | 41’ Campagnacci 47’ Guberti |

| Arbitro: | Andreini (Forlì) |

|              |           |             |
| Razzitti 23’ | Marcatori | 83’ Ferrari |

| Arbitro: | Nicoletti (Catanzaro) |

|                          |           |           |
| Ferrari 40’ Luperini 77’ | Marcatori | 60’ Silva |

| Arbitro: | Luciani (Roma) |

|          |           |             |
| Vano 82’ | Marcatori | 16’ Minardi |

| Arbitro: | Rossetti (Ancona) |

|                            |           |            |
| Luperini 12’ Hamlili 90+2’ | Marcatori | 5’ Coralli |

| Arbitro: | Rutella (Enna) |

|                                  |           |            |
| Fischnaller 12’, 74’ Fissore 62’ | Marcatori | 50’ Vrioni |

| Arbitro: | Tursi (Valdarno) |

|                   |           |           |
| Vrioni 22’ (rig.) | Marcatori | 59’ Brega |

#### Girone di ritorno
| 23 dicembre 2017 Turno di riposo |  | – |  |  |

| Arbitro: | Marini (Trieste) |

|                                   |           |           |
| Cori 22’ Cogliati 28’ Giudici 38’ | Marcatori | 25’ Mulas |

| Arbitro: | Gualtieri (Asti) |

|            |           |  |
| Regoli 28’ | Marcatori |  |

| Arbitro: | Di Cairano (Ariano Irpino) |

|                         |           |  |
| D'Alessandro 61’ (rig.) | Marcatori |  |

| Arbitro: | Prontera (Bologna) |

|             |           |            |
| Ferrari 41’ | Marcatori | 78’ Murilo |

| Arbitro: | Bitonti (Bologna) |

|                                                |           |                             |
| Bruschi 37’ Cristini 80’ Gerbaudo 90+5’ (rig.) | Marcatori | 11’, 18’ Vrioni 25’ Ferrari |

| Arbitro: | Nicoletti (Catanzaro) |

|              |           |                            |
| De Cenco 23’ | Marcatori | 51’ Pennington 75’ Silenzi |

| Arbitro: | Miele (Torino) |

|             |           |            |
| Minardi 33’ | Marcatori | 71’ Okyere |

| Arbitro: | Carella (Bari) |

|            |           |                |
| Buratto 6’ | Marcatori | 90+6’ Luperini |

| Arbitro: | Feliciani (Teramo) |

|                                    |           |  |
| Minardi 18’ Ferrari 28’ Picchi 35’ | Marcatori |  |

| Arbitro: | Guida (Salerno) |

|                               |           |                        |
| 7’ (aut.) Regoli 19’ Carletti | Marcatori | Picchi 49’ Minardi 73’ |

| Arbitro: | Annaloro (Collegno) |

|  |           |                    |
|  | Marcatori | 73’ (rig.) Mannini |

| Arbitro: | Zanonato (Vicenza) |

|                       |           |  |
| Gerli 28’ Santini 63’ | Marcatori |  |

| Pistoia 29 marzo 2018, ore 18:30 CEST 33ª giornata | Pistoiese                      | 0 – 0 referto | Viterbese Castrense | Stadio Marcello Melani (700 spett.)\| Arbitro: \| Lorenzin (Castelfranco Veneto) \| |
| Arbitro:                                           | Lorenzin (Castelfranco Veneto) |               |                     |                                                                                     |

| Arbitro: | Rutella (Enna) |

|                      |           |                       |
| Corazza 45+4’ (rig.) | Marcatori | 62’ Ferrari 75’ Zullo |

| Arbitro: | Rossetti (Ancona) |

|                    |           |  |
| Ferrari 14’ (rig.) | Marcatori |  |

| Arbitro: | Miele (Torino) |

|             |           |            |
| Piscopo 75’ | Marcatori | 43’ Regoli |

| Arbitro: | Cudini (Fermo) |

|                               |           |           |
| Ferrari 20’ (rig.) Picchi 67’ | Marcatori | 84’ Gjura |

| Arbitro: | Pasciuta (Agrigento) |

|               |           |  |
| Barbuti 90+3’ | Marcatori |  |

#### Play-off
| Arbitro: | Robilotta (Sala Consilina) |

|                                                                  |           |  |
| Agyei 21’ (rig.) Biasci 38’ Tortori 42’ Foresta 61’ Vassallo 83’ | Marcatori |  |

### Coppa Italia Serie C

#### Fase a gironi
| Squadra   | P.ti | G | V | N | P | GF | GS | DR |
| --------- | ---- | - | - | - | - | -- | -- | -- |
| Pontedera | 6    | 2 | 2 | 0 | 0 | 5  | 0  | +5 |
| Pistoiese | 1    | 2 | 0 | 1 | 1 | 1  | 2  | -1 |
| Modena    | 1    | 2 | 0 | 1 | 1 | 1  | 5  | -4 |

| Arbitro: | Marcenaro (Genova) |

|                                  |           |  |
| Pesenti 28’, 35’, 47’ Grassi 84’ | Marcatori |  |

| Arbitro: | Rossetti (Ancona) |

|                   |           |                |
| Giorno 85’ (rig.) | Marcatori | 64’ Cauterucci |

| Arbitro: | Zingarelli (Siena) |

|  |           |                   |
|  | Marcatori | 52’ (rig.) Grassi |

## Statistiche

### Statistiche di squadra
| Competizione         | Punti | In casa | In casa | In casa | In casa | In casa | In casa | In trasferta | In trasferta | In trasferta | In trasferta | In trasferta | In trasferta | Totale | Totale | Totale | Totale | Totale | Totale | DR |
| Competizione         | Punti | G       | V       | N       | P       | Gf      | Gs      | G            | V            | N            | P            | Gf           | Gs           | G      | V      | N      | P      | Gf     | Gs     | DR |
| -------------------- | ----- | ------- | ------- | ------- | ------- | ------- | ------- | ------------ | ------------ | ------------ | ------------ | ------------ | ------------ | ------ | ------ | ------ | ------ | ------ | ------ | -- |
| Serie C              | 46    | 18      | 9       | 6       | 3       | 24      | 15      | 18           | 1            | 10           | 7            | 20           | 32           | 36     | 10     | 16     | 10     | 44     | 47     | -3 |
| Coppa Italia Serie C | 1     | 1       | 0       | 0       | 1       | 0       | 1       | 1            | 0            | 1            | 0            | 1            | 1            | 2      | 0      | 1      | 1      | 1      | 2      | -1 |
| Totale               | 47    | 19      | 9       | 6       | 4       | 24      | 16      | 19           | 1            | 11           | 7            | 21           | 33           | 38     | 10     | 17     | 11     | 45     | 49     | -4 |

### Andamento in campionato
| Giornata  | 1  | 2 | 3 | 4 | 5 | 6 | 7  | 8  | 9  | 10 | 11 | 12 | 13 | 14 | 15 | 16 | 17 | 18 | 19 | 20 | 21 | 22 | 23 | 24 | 25 | 26 | 27 | 28 | 29 | 30 | 31 | 32 | 33 | 34 | 35 | 36 | 37 | 38 |
| --------- | -- | - | - | - | - | - | -- | -- | -- | -- | -- | -- | -- | -- | -- | -- | -- | -- | -- | -- | -- | -- | -- | -- | -- | -- | -- | -- | -- | -- | -- | -- | -- | -- | -- | -- | -- | -- |
| Luogo     | -  | C | T | C | T | C | T  | T  | C  | T  | C  | T  | C  | T  | C  | T  | C  | T  | C  | -  | T  | C  | T  | C  | T  | C  | C  | T  | C  | T  | C  | T  | C  | T  | C  | T  | C  | T  |
| Risultato | -  | V | V | N | P | N | N  | P  | N  | N  | V  | N  | P  | N  | V  | N  | V  | P  | V  | -  | P  | V  | P  | N  | N  | P  | N  | V  | N  | P  | P  | N  | N  | N  | V  | N  | V  | P  |
| Posizione | 11 | 6 | 4 | 5 | 8 | 9 | 11 | 12 | 11 | 12 | 11 | 11 | 11 | 11 | 10 | 12 | 8  | 8  | 7  | 8  | 10 | 8  | 9  | 10 | 11 | 12 | 13 | 12 | 12 | 11 | 12 | 12 | 13 | 12 | 11 | 11 | 10 | 10 |

Legenda:

Luogo: C = Casa; T = Trasferta. Risultato: V = Vittoria; N = Pareggio; P = Sconfitta.